# Saint-Clair-du-Rhône
 Saint-Clair-du-Rhône  es una población y comuna francesa, en la región de Ródano-Alpes, departamento de Isère, en el distrito de Vienne y cantón de Roussillon.

## Demografía
| 2266 | 2753 | 2650 | 3059 | 3360 | 3605 |
| Para los censos de 1962 a 1999 la población legal corresponde a la población sin duplicidades (Fuente: INSEE [Consultar]) |      |      |      |      |      |